# Yaylakent, Orta
Yaylakent là một thị trấn thuộc huyện Orta, tỉnh Çankırı, Thổ Nhĩ Kỳ. Dân số thời điểm năm 2010 là 2.168 người.